# Richmond megye (Virginia)
Richmond megye az Amerikai Egyesült Államokban, azon belül Virginia államban található. Megyeszékhelye és legnagyobb városa Warsaw. Lakosainak száma 8923 fő (2020. április 1.). Richmond megye Westmoreland, Essex, Northumberland és Lancaster megyékkel határos.

## Népesség
A megye népességének változása:
| Lakosok száma | 9262 | 9185 | 9047 | 8953 | 8908 | 8923 |
|               | 2010 | 2011 | 2012 | 2013 | 2015 | 2020 |